# Harley Davidson and the Marlboro Man
Harley Davidson and the Marlboro Man (bra: Harley Davidson e Marlboro Man - Caçada sem Tréguas; prt: Harley Davidson e o Cowboy do Asfalto) é um filme estadunidense de 1991, do gênero drama de ação, escrito por Don Michael Paul e dirigido por Simon Wincer.
O filme foi um fracasso de crítica e público, faturando apenas US$ 7 milhões nos EUA (o orçamento foi de aproximadamente US$ 23 milhões), e um índice de 24% de aprovação no Rotten Tomatoes. O filme promoveu o estereótipo masculino do motociclista.

## Sinopse
Em Los Angeles dois grandes amigos, que são conhecidos como Harley Davidson (Mickey Rourke) e Marlboro (Don Johnson), ficam sabendo que um velho amigo vai perder seu bar, pois o banco quer construir um novo complexo e, para não ter seus planos atrapalhados, exige US$ 2,5 milhões para renovar o aluguel por 5 anos.
Harley tem uma ideia "simples": assaltar o carro blindado do banco para conseguir o dinheiro. Eles realizam seu objetivo graças a perícia do grupo e uma boa dose de sorte, mas quando vão pegar o dinheiro descobrem que roubaram um carregamento de Sonho de Cristal, uma droga que vicia na hora e mata um em cada 7 usuários, pois atinge todo o sistema nervoso.
Logo Harley, Marlboro e seus amigos começam a serem impiedosamente caçados pelos traficantes comandados por Chance Wilder (Tom Sizemore), que também administra o banco.

## Elenco
- Mickey Rourke .... Harley Davidson
- Don Johnson .... Marlboro Man (Robert Lee Anderson)
- Chelsea Field .... Virginia Slim
- Daniel Baldwin .... Alexander
- Giancarlo Esposito .... Jimmy Jiles
- Vanessa Lynn Williams .... Lulu Daniels
- Tom Sizemore .... Chance Wilder
- Tia Carrere .... Kimiko
- Big John Studd .... Jack Daniels
- Julius Harris .... "The Old Man" Jiles
- Eloy Casados .... José Cuervo
- Kelly Hu .... Suzi
- Robert Ginty .... Thom
- Branscombe Richmond .... Big Indian
- Sean "Hollywood" Hamilton .... ele mesmo (Radio Personality)
- Theresa San-Nicholas .... Boleia
- Jordan Lund .... Guarda
- Steve Tannen .... Guarda
- Sven-Ole Thorsen .... David
- Stan Ivar .... Jake McAllister
- James Nardini .... Homem com arma
- Brenan T. Baird .... Homem com faca

## Trilha sonora
| N.º            | Título                                                         | Compositor(es)                                                   | artista                        | Duração |  |
| 1.             | "Long Way from Home"                                           |                                                                  | Copperhead                     | 7:15    |  |
| 2.             | "The Bigger They Come"                                         | Frampton, Marriott, John Regan                                   | Peter Frampton, Steve Marriott | 4:26    |  |
| 3.             | "Tower of Love" (do álbum Roadhouse, 1991)                     | Paul Jackson, Richard Day, Frank Noon                            | Roadhouse                      | 3:56    |  |
| 4.             | "I Mess Around" (do álbum Shooting Gallery, 1991)              | Billy G. Bang, Andy McCoy                                        | Shooting Gallery               | 4:19    |  |
| 5.             | "Wild Obsession" (do álbum Hollywood Vampires, 1991)           | Mick Cripps, Tracii Guns, Phil Lewis, Kelly Nickels, Steve Riley | L.A. Guns                      | 4:14    |  |
| 6.             | "C'mon" (do álbum All for One, 1991)                           | Dave Gleeson, Richard Lara                                       | The Screaming Jets             | 2:48    |  |
| 7.             | "Let's Work Together"                                          | Wilbert Harrison                                                 | The Kentucky Headhunters       | 2:14    |  |
| 8.             | "Hardline"                                                     | Tom Kimmel, Dennis Morgan                                        | Waylon Jennings                | 4:09    |  |
| 9.             | "Ride with Me"                                                 | Dean Davidson                                                    | Blackeyed Susan                | 5:10    |  |
| 10.            | "What Will I Tell My Heart?" (do álbum The Comfort Zone, 1991) | Peter Tinturin, Irving Gordon, Jack Lawrence                     | Vanessa Williams               | 4:15    |  |
| Duração total: | Duração total:                                                 | Duração total:                                                   | Duração total:                 | 42:46   |  |

## Recepção
O filme recebeu críticas negativas.